# Jimmy Wang Yang
James Carson Yun (Hollywood, 13 maggio 1981) è un ex wrestler statunitense di origini sudcoreane, noto per i suoi trascorsi nella World Wrestling Entertainment tra il 2003 e il 2005 e, di nuovo, tra il 2006 e il 2010.

## Carriera

### Ritorno in WWE (2003–2005)

#### Alleanza con Tajiri (2003–2005)
Dopo aver combattuto nella World Championship Wrestling (1991-2001), nella World Wrestling Federation (2001-2002), nella All Japan Pro Wrestling (2002) e nella Total Nonstop Action Wrestling (2002-2003), James Yun debuttò nella World Wrestling Entertainment con il ring name Akio, combattendo nel roster di SmackDown!. Formò con i giapponesi Sakoda e Tajiri un team chiamato Kyo Dai, che però venne sciolto quando Sakoda venne rilasciato dalla WWE e Tajiri venne spostato a Raw. A quel punto Akio cominciò a combattere da solo nella divisione dei pesi leggeri, cercando più volte di conquistare il WWE Cruiserweight Championship nelle varie Open Challenge senza però avere successo. Venne poi rilasciato dalla WWE il 5 luglio del 2005.

### Secondo ritorno in WWE (2006–2010)

#### SmackDown!(2006–2010)
Dopo una parentesi nella Ring of Honor (2005–2006), Yun tornò in WWE questa volta con il ring name Jimmy Wang Yang e adottando la gimmick face di un redneck orientale vestito da cowboy. Yang debuttò a SmackDown! il 29 settembre 2006 contro Sylvan venendo sconfitto.
Come negli anni precedenti in WWE, anche in quel caso Yang si dedicò principalmente a cercare di vincere il Cruiserweight Championship detenuto da Gregory Helms, diventando presto il primo sfidante al titolo nel dicembre del 2006; venne però sconfitto da Helms ad Armageddon il 17 dicembre, fallendo l'assalto al titolo. Sconfisse poi William Regal, Dave Taylor e lo stesso Helms in un tag team match assieme ai detentori del WWE Tag Team Championship Paul London e Brian Kendrick, dopo che Regal e Taylor avevano abbandonato Helms sul ring. In seguito, in coppia con Matt Hardy, sconfisse nuovamente Helms e il suo vecchio rivale Sylvan. In un'altra occasione, in una Open Challenge a No Way Out del 18 febbraio 2007, riuscì a sconfiggere Helms ma venne successivamente sconfitto da Chavo Guerrero, che divenne così il nuovo detentore del Cruiserweight Championship. Fu allora che cominciò una rivalità con Guerrero, venendo sconfitto nuovamente a Vengeance: Night of Champions, il 27 giugno. A The Great American Bash prese parte ad un'altra Cruiserweight Open Challenge (assieme anche a Funaki, Shannon Moore e Jamie Noble) che fu vinta a sorpresa da Hornswoggle . 
In seguito formò un'alleanza con Shannon Moore. Insieme al suo tag team partner all'inizio del 2008 diede l'assalto in più occasioni al WWE Tag Team Championship detenuto da John Morrison e The Miz e malgrado il team abbia disputato buoni match non riuscì a vincere i titoli. Yang e Moore continuarono a combattere insieme, in un 2-on-1 Handicap match contro Big Show, dove vennero sconfitti. Il 9 giugno, Yang fu sospeso per 30 giorni per non aver superato un controllo antidoping nell'ambito del Wellness Program della federazione. Durante la sua sospensione il suo compagno di team Shannon Moore fu rilasciato dalla WWE. Yang tornò a lottare nello show dell'11 luglio dove fu sconfitto da Brian Kendrick. Dopo aver perso il 2 agosto a Saturday Night's Main Event contro The Great Khali, lottò il 9 dicembre, durante una puntata della ECW, in un match di coppia con Kung Fu Naki perdendo contro The Miz e John Morrison. Verso la fine del 2009 si alleò con Slam Master J formando un team: i due vennero sconfitti dalla Hart Dinasty (David Hart Smith e Tyson Kidd) sia il 10 dicembre a Superstars che il 18 dicembre a SmackDown. Il 22 aprile venne licenziato dalla federazione.

### Circuito indipendente (2010–2013, 2016, 2018, 2021–presente)
Dopo il licenziamento Yang ha scritto su Twitter che faceva una vacanza a Orlando riferendosi alla sede della Total Nonstop Action Wrestling, ma questa non ha affermato nessuna firma di un contratto con essa dicendogli che per lei poteva anche tornare da dove era venuto. Però Yang un match con la TNA lo ha disputato lo stesso, nella puntata di Impact Wrestling del 30 giugno 2011 contro l'ex WWE Low-Ki e Matt Bentley. Sei settimane dopo questo match, il wrestler di origini sudcoreane si è lamentato tramite il suo Twitter di non essere stato ancora pagato, e anche che l'assegno datogli quattro settimane dopo il match disputato è stato respinto. In seguito a questo strano episodio, un impiegato della TNA lo ha definito "poco professionale" per avere rivelato tali informazioni.

### Terzo ritorno in WWE (2021)
Yun tornò in WWE il 25 ottobre 2021 come producer, ma venne licenziato il 28 dicembre dello stesso anno.

## Nel wrestling

### Mosse finali
- Corkscrew moonsault
- Moonsault su un avversario in piedi

### Soprannomi
- "The Apeman"

### Musiche d'ingresso
- Flyin' to Graceland di Dale Oliver (2002–2003)
- Asiattacker di Bradley Royds (2003–2004)
- Kyo Dai di Jim Johnston (2004–2005)
- The Last Dragon di Dwight David (2005–2006)
- Gonna Punch Someone Tonight di David Church (2006–2010)

## Titoli e riconoscimenti
- All Japan Pro-Wrestling
  - World's Strongest Junior Tag League (2002) – con Kazuhiro Hayashi
  - Bape Sta!! Tag Tournament (2003) – con Satoshi Kojima
  - Junior League (2010)
- Pro Wrestling Illustrated
  - 110º tra i 500 migliori wrestler singoli nella PWI 500 (2007)